# Denis Sassou-Nguesso

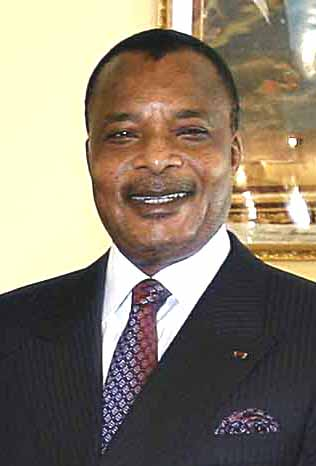
Dennis Sassou-Nguesso

Denis Sassou-Nguesso (Edou, 23 november 1943) is een politicus uit Congo-Brazzaville. Van 1979 tot 1992 was hij voor de eerste maal president van de Republiek Congo. Sedert 1997 is hij voor de tweede maal president.

## Levensloop
Dennis Sassou-Nguesso behoort tot de Mbochi-stam. Hij volgde een opleiding als leraar, maar werd militair in het Franse koloniale leger. Hij volgde een opleiding in Algerije en te Saint Maixent. Hij maakte vanaf 1960 echter carrière in het Congolese leger.
Na de onafhankelijkheid van Congo steunde hij president Fulbert Youlou en diens revolutionaire politiek. In 1968 nam hij deel aan de staatsgreep die president Alphonse Massamba-Débat ten val bracht en majoor Marien Ngouabi aan de macht bracht. In 1969 sloot Sassou-Nguesso zich aan bij de door Ngouabi opgerichte (socialistische) eenheidspartij Parti Congolais du Travail (PCT). Hij werd direct als lid in het Centraal Comité van de partij benoemd.
In 1970 werd Sassou directeur-generaal van de Staatsveiligheidsdienst en minister in de presidentiële raad.
Na de moord op president Ngouabi in 1977 werd Sassou-Nguesso lid van het Militaire Comité van de Congolese Arbeiderspartij. Hij werd tevens bevorderd tot kolonel. Joachim Yhomby-Opango werd later in 1977 president van de Volksrepubliek Congo en voorzitter van het Presidium van de PCT. In 1979 werd Yhomby-Opango aan de kant geschoven en werd Sassou president van de volksrepubliek en voorzitter van het Presidium van de PCT.
Als president voerde Sassou een sterk op de Sovjet-Unie gerichte (buitenlandse) politiek. De banden met voormalig moederland Frankrijk bleven echter ook hecht.
In 1981 sloot Sassou een twintig jaar durend vriendschapsverdrag met de USSR.
Sassou volgde een meer pragmatischer marxistische koers dan zijn voorganger, doch was niet van plan het marxisme-leninisme als politieke leer los te laten.
Van 1986 tot 1987 was hij voorzitter van de Organisatie van Afrikaanse Eenheid (OAE). In 1988 speelde hij een belangrijke, bemiddelende rol in het conflict tussen Libië en Tsjaad, wat resulteerde in een vredesverdrag tussen de beide landen.
Eind jaren 80 hielp Frankrijk hem bij het neerslaan van opstanden in Noord-Congo.
In 1990 was het marxisme als politieke leer wereldwijd in diskrediet geraakt en besloot Sassou-Nguesso over te gaan tot een proces van democratisering. In 1991 leed de PCT een grote nederlaag bij de eerste vrije verkiezingen sinds jaren. Pascal Lissouba werd tot president van de Republiek Congo gekozen. Sassou trad af en ging in 1994 naar Parijs waar hij tot 1997 verbleef.
In 1997 keerde hij naar Congo terug om zich kandidaat te stellen voor de aankomende presidentsverkiezingen van dat jaar. President Lissouba trachtte Sassou in oktober 1997 gevangen te nemen, doch Sassou wist te ontkomen. Met behulp van Angola pleegde Sassou een staatsgreep en werd opnieuw president van Congo.
Als president verklaarde hij dat Congo binnen drie jaar weer een democratie zou worden. In 1998 waren er ernstige gevechten tussen voor- en tegenstanders van de president. In 1999 werd door de meeste verzetsgroepen een vredesverdrag gesloten met Sassou.
Bij de verkiezingen van 2002 werd Sassou met ruim 90% van de stemmen tot president gekozen. In datzelfde jaar introduceerde hij een nieuwe grondwet die voorziet in een tweekamerparlement en in een sterke positie voor de president.
In 2009 werd Sassou verkozen voor een nieuwe zevenjarige termijn als president, nadat hij met ruim 78% van de stemmen winnaar was geworden van de presidentsverkiezingen. Deze verkiezingen werden door de oppositiepartijen geboycot.
In augustus 2010 vierde Congo-Brazzaville zijn 50-jarige onafhankelijkheid. Sassou liet weten dat het land echter nog een lange weg te gaan heeft en pas echt onafhankelijk zal zijn als afgerekend wordt met de grote armoede.
In maart 2015 kondigde Sassou een referendum aan waarin hij voorstelde de limiet op presidentiële termijnen (in 2002 vastgelegd op twee termijnen) te verlengen. In 2016 werd hij bij de presidentsverkiezingen gekozen voor een derde termijn van zeven jaar.
Sassou-Nguesso is een bekend vrijmetselaar en lid van een loge onder de Grand Loge Nationale Française, een reguliere obediëntie. Hij was tevens grootmeester van de Grande Loge du Congo Brazzaville.
In oktober 2021 werd Denis Sassou N'Guesso aangehaald in het schandaal van de Pandora Papers. Volgens het internationale consortium van journalisten was het in 1998, net na de terugkeer van Denis Sassou N'Guesso, dat het bedrijf Inter African Investment was naar verluidt geregistreerd op de Britse Maagdeneilanden, een belastingparadijs in de Caraïben. Denis Sassou N'Guesso ontkent en bloc dat het om documenten gaat. In Florida startte het parket in 2020 een procedure tot inbeslagname van een penthouse in  Biscayne Bay, Florida. Dit vastgoed was aangekocht door de zoon van president Sassou-Nguesso, opnieuw met overheidsgeld en corruptie, en met constructies via nepbedrijven en de BGFIBank..